# Famille de Lestonnac
La famille de Lestonnac est une famille française de la bourgeoisie bordelaise qui entre dans la noblesse de robe.

## Historique
Au XVe siècle, les Lestonnac pratiquent le négoce du vin. Au siècle suivant, ils sont anoblis, deviennent jurats de Bordeaux, achètent des offices importants et font partie de l'élite sociale bordelaise.

## Possessions

### Domaines viticoles
Le domaine viticole nommé château Margaux est connu depuis le XIIe siècle et c'est la famille de Lestonnac qui engage à partir de 1572 les travaux qui lui donnent sa configuration actuelle. La famille possédait également le domaine viticole nommé château La Mission Haut-Brion.

### Châteaux
La famille possédait le château du Parc à Mérignac qui, en 1650, accueillit le camp militaire du jeune roi Louis XIV et du cardinal Mazarin venus assiéger la ville de Bordeaux frondeuse.

## Filiation entre les personnalités
- Arnault de Lestonnac ( -1548 à Bordeaux), marchand. Riche bourgeois bordelais, il achète des seigneuries et devient jurat de Bordeaux. Il épouse Marie de Pontac puis en 1531 Jacquette de Pichon[5],[6],[7],[8].
  - Richard Ier de Lestonnac (1527-1595 à Bordeaux), conseiller au parlement de Guyenne. Il épouse Jeanne Eyquem de Montaigne, sœur de Michel de Montaigne.
    - sainte Jeanne de Lestonnac (1556-1640), religieuse canonisée en 1949. Elle fonde la congrégation religieuse Compagnie de Marie-Notre-Dame.

  - Pierre II de Lestonnac ( -1607 à Bordeaux), négociant en vin, en pastel et en blé, il s'enrichit suffisamment pour devenir jurat de Bordeaux en 1752 et s'intituler écuyer[9],[10]. Il est un des principaux responsables des massacres de huguenots lors du massacre de la Saint-Barthélemy bordelaise, du 3 au 5 octobre 1572[7]. Il est seigneur de Censbaco, et, lors du deuxième mariage de sa fille Olive avec Louis de Gentils, le 8 juillet 1600, s'intitule écuyer, noble homme et sieur de Puypelat[5], maison noble située à Bassens[11], qui lui parvient par son épouse[9]. Il prend le titre d'écuyer parce qu'il possède un fief noble en dehors de Bordeaux[11]. En 1562, il épouse Olive de Lavergne[12],[1].
    - Olive de Lestonnac (1572-1652), femme d'affaires. Elle épouse Pierre de Thermes en 1592, puis Louis de Gentils en 1600 puis Marc-Antoine de Gourgue, premier président du parlement de Bordeaux en 1617. Ce dernier est veuf de Marie Séguier, sœur du futur chancelier Pierre Séguier.
    - Richard II de Lestonnac, seigneur du Puch (1564 à Bordeaux- ), écuyer, conseiller du roi. Il épouse en 1596 Catherine de Gastebois, dame de Crain.
      - Isabeau de Lestonnac, épouse Gabriel de Pontac, seigneur d'Anglade, membre de la Compagnie des Cent-associés.

## Pour approfondir